# صديق أحمد عاشور
صديق أحمد عاشور (1915 - 1997) هو فنان تشكيلي عراقي، من مواليد مدينة الموصل، اكمل دراسة فيها، حصل على شهادة الدبلوم من دار المعلمين عام 1934، ثم عين مدرسًا في إحدى مدراس كركوك، واثناء عمله في كركوك اسس جماعة فنية أطلق عليها «جماعة فناني كركوك»، بعدها انتقل إلى بغداد ليلتحق بالكلية العسكرية عام 1939، أقام العديد من المعارض داخل العراق، وشارك في معارض جماعية مع فنانون تشكيليون اخرين، حتى توفي في بغداد عام 1997. بعد وفاته كرمته وزارة الثقافة العراقية، وأقامت ايضاً وزارة الثقافة والشباب في حكومة إقليم كردستان المعرض الشخصي تكريمًا له عام 2010.

## عضوية
- عضو في جمعية الفنانين التشكيلين العراقيين.
- عضو في نقابة الفنانين العراقيين.

## المعارض
- شارك في معرض على قاعة (مدرسة غازي) كركوك  1953.[5]
- مشارك في معرض (فرشتة) على قاعة المكتبة العامة - كركوك 1954.
- المعرض الزراعي الصناعي الحيواني – كركوك 1956.
- شارك في معرض نادي المنصور – بغداد 1956، و1957، و1958.
- شارك في معرض جماعة كركوك الاول  والثاني1957
- شارك في معرض الثورة في الصين 1958.
- معرض شخصي على قاعة الاورفة لي - بغداد 1994.
- معرض شخصي على قاعة عين – بغداد 1994.
- معرض شخصي على قاعة دائرة الفنون التشكيلية 1997.[6]